# بيتر سميث (لاعب دوري الرغبي)
بيتر سميث (بالإنجليزية: Peter Smith)‏ هو لاعب دوري الرغبي بريطاني، ولد في 17 سبتمبر 1955 في Pontefract ‏ في المملكة المتحدة.